# Rio Grande (album)
Pour les articles homonymes, voir Rio Grande.
Albums de Eddy Mitchell
Eddy Mitchell au Casino de Paris
(1990) Retrouvons notre héros Eddy Mitchell à Bercy
(1994)
Rio Grande est le vingt-huitième album studio d'Eddy Mitchell sorti en 1993 sur le label Polydor.

## Liste des titres
| No  | Titre                               | Auteur                              | Durée |
| --- | ----------------------------------- | ----------------------------------- | ----- |
| 1.  | Y'a pas d'mal à s'faire du bien     | Claude Moine - Pierre Papadiamandis | 5:46  |
| 2.  | Rio Grande                          | Claude Moine - Pierre Papadiamandis | 4:52  |
| 3.  | Vigile                              | Claude Moine - Pierre Papadiamandis | 4:33  |
| 4.  | J'ai tous les plans                 | Claude Moine - Pierre Papadiamandis | 3:38  |
| 5.  | Cœur solitaire                      | Claude Moine - Pierre Papadiamandis | 5:27  |
| 6.  | J'm'en sortirai vivant              | Claude Moine - Pierre Papadiamandis | 4:43  |
| 7.  | J'me sens mieux quand j'me sens mal | Claude Moine - Pierre Papadiamandis | 4:45  |
| 8.  | 18 ans demain                       | Claude Moine - Pierre Papadiamandis | 5:09  |
| 9.  | Promesses, promesses                | Claude Moine - Pierre Papadiamandis | 4:26  |
| 10. | Te perdre                           | Claude Moine - Pierre Papadiamandis | 4:10  |

## Personnel

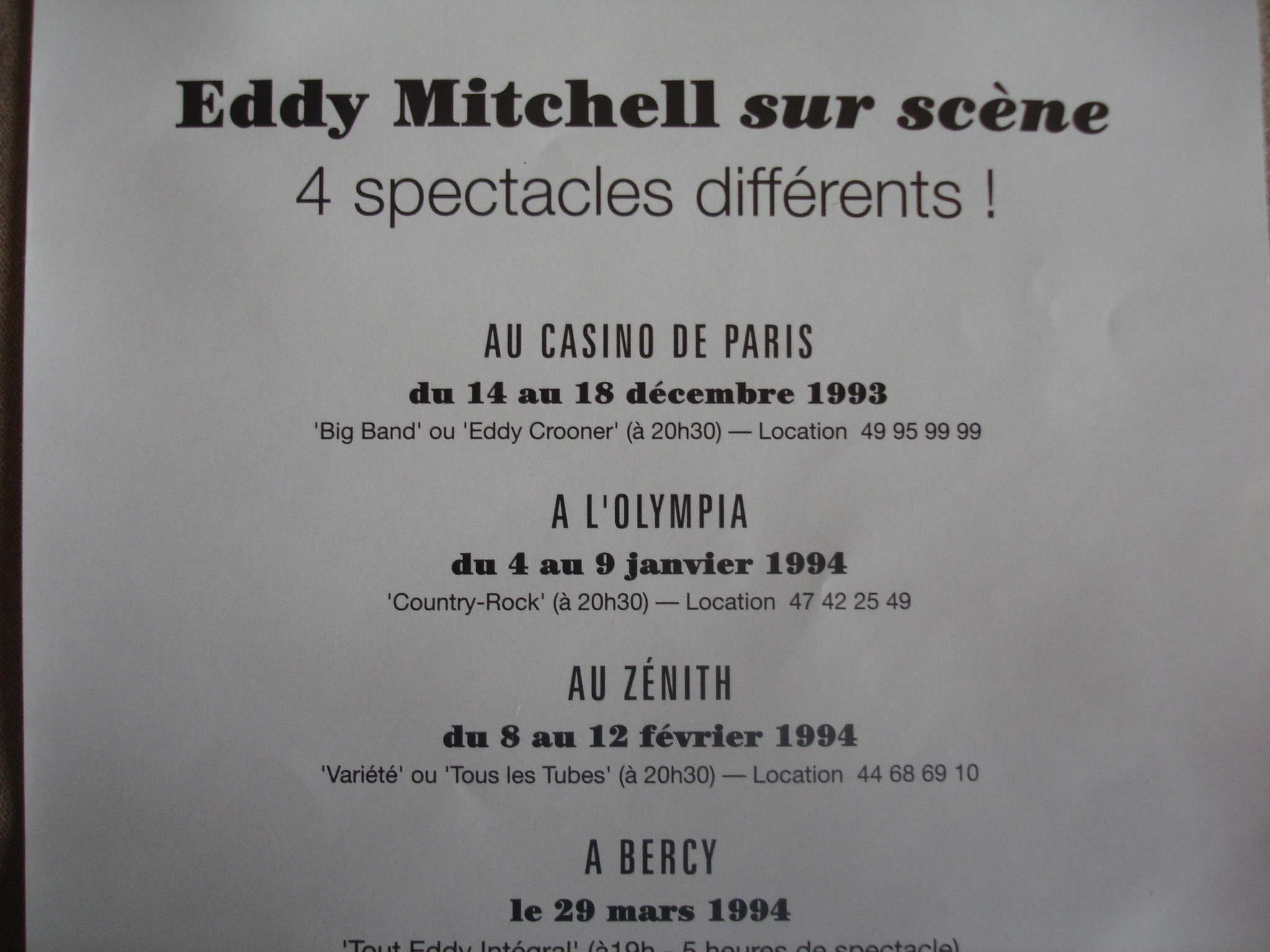
Affiche des concerts

### Musiciens
- Batterie : Graham Walker.
- Basse : Chris Glen.
- Clavier : Tommy Eyre.
- Guitares : Steve Donnelly, Billy Liesegang, Jean-Michel Kajdan, Snowy White.
- Cuivres : Wayne Jackson, Andrew Love (The Memphis Horns).
- Participation de Paul Personne à la guitare sur le titre Y'a pas d'mal à s'faire du bien.